# Fermoir pince de homard
Un fermoir pince de homard est une attache qui est maintenue fermée par un ressort,.
Le fermoir pince de homard est ouvert ou fermé en tenant un petit levier, généralement avec un ongle, assez longtemps pour l'appliquer, puis il est attaché (ou retiré) d'une courte chaîne à maillons ou d'une structure en forme d'anneau. Les fermoirs de homard sont souvent utilisés pour les colliers, les bracelets et les porte-clés.

## Galerie

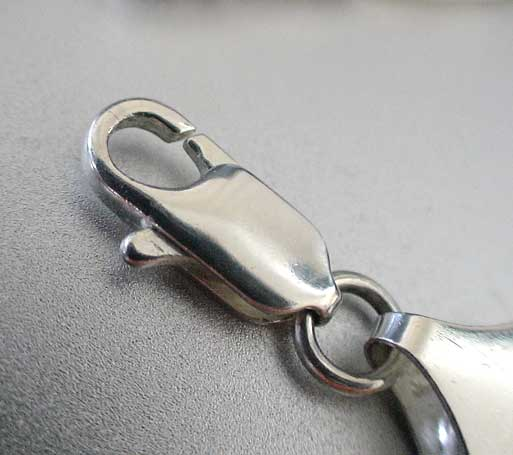
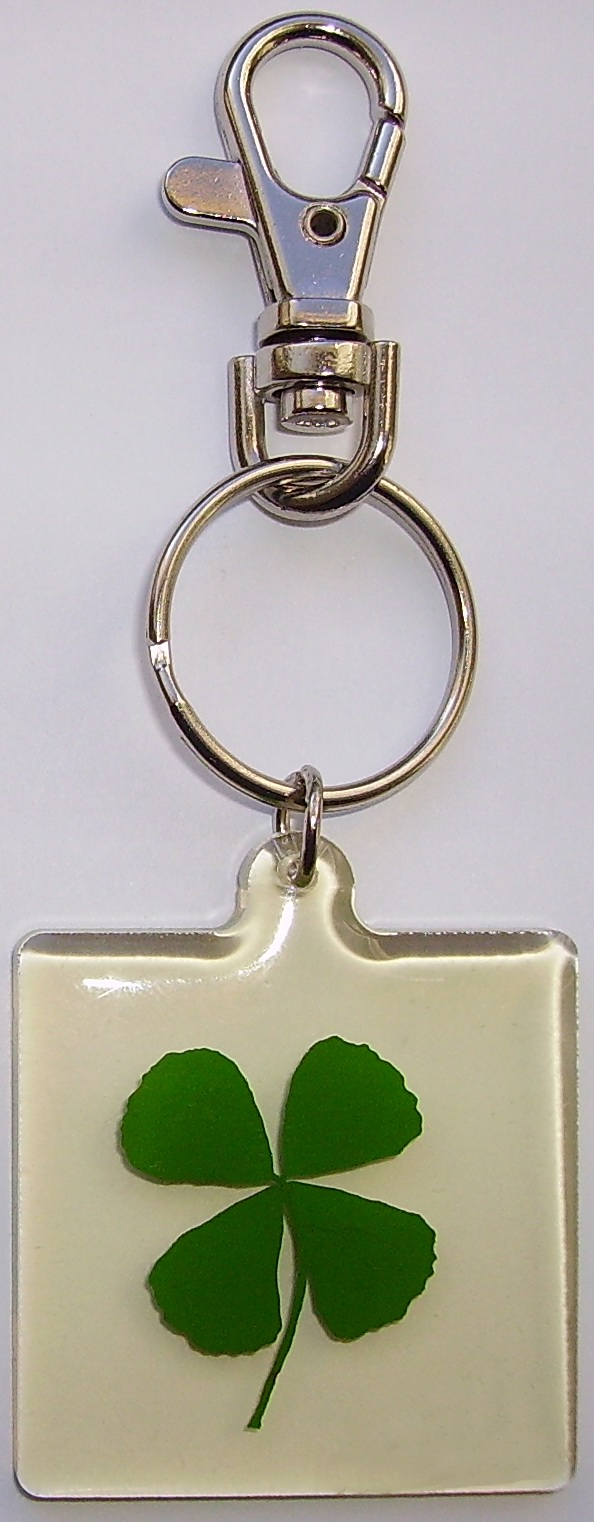